# Safi Nyembo
Safi Nyembo (née le 23 septembre 1984) est une footballeuse allemande née en République démocratique du Congo, qui évolue au poste d’attaquante.

## Biographie
Safi Nyembo est née le 23 septembre 1984 à Kinshasa, au Zaïre.
Nyembo commence sa carrière au sein du FSV Schierstein, puis quitte l'équipe des moins de 16 ans à l'été 2001 pour rejoindre SG Germania Wiesbaden, évoluant en Oberliga. Pour la saison 2004/2005, elle a rejoint les rivaux locaux du FFC Francfort et fait ses débuts en Bundesliga le 5 décembre 2004. Après avoir disputé un seul match, elle rejoint les rivaux de la ville, le FSV Francfort, où elle a l'opportunité de jouer 22 rencontres. En 2006, elle retourne au FFC Francfort pour évoluer avec l'équipe réserve. Après une saison en 2e Bundesliga, elle reste dans l'équipe réserve du 1er FFC Francfort. Nyembo rejoint ensuite le 1er FC Lokomotive Leipzig, où elle se fait remarquer, inscrivant 35 buts en 79 matchs sur une période de cinq ans. En mars 2012, Nyembo est suspendue après avoir critiqué la direction du club et, depuis lors, elle ne joue plus que dans l'équipe réserve.
Après cinq années passées à Leipzig, elle joue jusqu’en juin 2012 avant de rejoindre l’équipe nouvellement promue en Bundesliga, le VfL Sindelfingen. Après un essai concluant, elle opte pour un transfert au FF USV Jena, où elle signe un contrat de deux ans. À l’été 2013, elle romp son contrat avec Jena, qui devait initialement courir jusqu’au 30 juin 2014, et rejoint le FFV Leipzig, une nouvelle structure créée pour succéder aux équipes féminines du FC Lokomotive Leipzig. Après le retrait du FFV Leipzig de la Regionalliga lors de la saison 2016/2017, elle intègre le club nouvellement fondé FC Phoenix,.

## Note de références
1. ↑  « Morgenluft für die Verfolgerinnen », sur www.nrhz.de (consulté le 31 mai 2025)
2. ↑  (de) « Lok-Star Safi Nyembo: Ich will Leipzigs erste schwarze Polizistin werden », sur bild.de, 8 avril 2011 (consulté le 31 mai 2025)